# Rönnspireasläktet
Rönnspireasläktet (Sorbaria) är ett växtsläkte i familjen rosväxter med ca åtta arter från tempererade Asien. Några arter odlas som trädgårdsväxter i Sverige.
Arter enligt Catalogue of Life:
- Sorbaria aitchisonii
- Sorbaria arborea
- Sorbaria gilgitensis
- stor rönnspirea (Sorbaria kirilowii)
- Sorbaria olgae
- Sorbaria pallasii
- rönnspirea (Sorbaria sorbifolia)
- Sorbaria tomentosa